# فائق الشیخ علی
فائق عبدالله الشیخ علی (زاده ۲ ژوئیه ۱۹۶۳) وکیل و سیاستمدار عراقی است که از سال ۲۰۱۴ تا کنون به عنوان عضو مجلس عراق فعالیت می‌کند و دبیرکل حزب مردم برای اصلاح است. در مجلس، وی عضو کمیته قضایی (حقوقی) است. وی رهبری ائتلاف تمدّن برای انتخابات مجلس عراق (۲۰۱۸) را برعهده داشت.

## زندگی شخصی
فائق عبدالله الشیخ علی در شهر نجف و در یک خاندان حوزوی برجسته متولد شد. او فرزند فرزند بن عبدالله، نویسنده و مشاور حقوقی و سیاسی عراقی و نوهٔ شیخ علی مرندی است. جدّ او از مراجع شیعه و متولد مرند در ایران بود و در شهر نجف زندگی می‌کرد و نام خانوادگی او نیز از نام جدش (شیخ علی) گرفته شده‌است. علی‌رغم این پیشینهٔ خانوادگی، او در طول زندگی خود یک سکولار لیبرال بوده‌است. فائق الشیخ علی در سال ۱۹۸۳ از دبیرستان النجف (به عربی: إعدادیة النجف) فارغ‌التحصیل شد و پس از چهار سال در سال ۱۹۸۷ مدرک کارشناسی خود را در رشتهٔ حقوق از دانشکدهٔ حقوق و علوم سیاسی دانشگاه بغداد دریافت نمود وی سپس در سال ۱۹۸۹ وارد پیشهٔ وکالت شد و در کنار این شغل، به عنوان سیاستمدار نیز به فعالیت پرداخت کند.

## زندگی سیاسی
شیخ علی در خیزش شعبانیهٔ ۱۹۹۱ در عراق شرکت کرد و مجبور شد در سال ۱۹۹۱ از عراق به عربستان سعودی فرار کند. سپس از سال ۱۹۹۳ در انگلستان اقامت گزید و در بیشتر جلسات و همایش‌های اپوزیسیون عراق و مخالفان صدام شرکت کرد که آخرین مورد آن، کنفرانس لندن در دسامبر ۲۰۰۲ بود. وی در دوران تبعید خود را یک کنشگر سیاسی مستقل می‌نامید و از ابتدای حضورش در انگلستان به عنوان روزنامه‌نگار صدها مقاله علیه صدام نوشت و در آن‌ها دولت عراق را به نقض حقوق بشر متهم ساخت که این مقاله‌ها عمدتاً در روزنامهٔ الحیات منتشر شدند. در این دوران، صدام شخصاً چندین بار او را تهدید به مرگ کرد.
اتحادیه جهانی روزنامه‌ها و ناشران اخبار (WAN) در فوریه سال ۲۰۰۲ طی نامه‌ای به رئیس‌جمهور عراق صدام حسین، نگرانی جدی خود را در مورد تهدید مداوم فائق الشیخ علی ابراز کردند. آن‌ها از صدام خواستند بلافاصله به سرکوب سیستماتیک دولت خود نسبت به صداهای مخالف پایان دهد و به‌طور کامل به معیارهای بین‌المللی آزادی بیان احترام بگذارد.

### تبعید
در اواسط ژانویه ۲۰۰۲، ناگهان یک روز صبح کاروانی از اتومبیل‌های مشکی مرسدس و لندروور جلوی خانه پدر او در نجف صف کشیدند. افراد مسلح، که برخی از آن‌ها ماسک‌های سیاه به چهره داشتند، درحالی‌که اسلحه‌های کُلت و کلاشینکف به دست داشتند از ماشین‌ها بیرون پریده و وارد خانه شدند؛ درحالی‌که دو خواهر او را به همراه چهار فرزندشان به همراه آورده بودند. دو فیلمبردار تلویزیونی عراقی با دوربین حضور داشتند و مادر، دو خواهر و برادر کوچکتر او را مجبور کردند تا در یک مصاحبهٔ ۲۵ دقیقه‌ای برادرشان فائق را نکوهش و محکوم کنند و ضبط این ۲۵ دقیقه، پنج ساعت به طول انجامید.
این اتفاق پس از آن رخ داد که الشیخ علی در دسامبر سال ۲۰۰۱ در مناظره‌ای داغ در برنامهٔ «دیدگاه‌های معارض» (Conflicting Views) که از کانال الجزیره پخش می‌شد، صدام حسین را تروریست و قصاب خواند. پاتریک کوبرن، روز شنبه ۲۳ مارس ۲۰۰۲، مقاله‌ای تحت عنوان «صدام اعتراف‌های اجباری خانواده‌های منتقدان تبعید شده را از تلویزیون پخش کرد» در ایندپندنت منتشر نموده و به این اعتراف‌گیری تلویزیونی اعتراض کرد.

## گفته های جنجالی

### طلب غرامت از ایران بخاطر وارد کردن القاعده و کشته شدن یک میلیون عراقی
وی در توئیتی در پاسخ به محمود صادقی که غرامت جنگ را از عراق طلب کرده بود در ۹ اوت ۲۰۱۸ توئیت کرد:
به نام خانواده قربانیان ترور از شما و دولت شما می‌خواهم ‍۱۱ (۱۱۰۰)  میلیارد دلار آمریکا به عنوان غرامت کشته شدن یک میلیون عراقی از زمانی که القاعده را به بهانه جنگ با آمریکا از سال ۲۰۰۳ وارد کشور ما کردید، بپردازید.

### درخواست از مشروب‌خواران عراقی برای حمایت در انتخابات
فائق در اواخر آوریل ۲۰۱۸ از مشروب‌خواران کشورش خواست که از او در انتخابات پارلمانی که قرار است در دوازدهم ماه مه ۲۰۱۸ برگزار شود، حمایت کنند.  
او در ویدیویی تبلیغاتی که در یوتیوب و سایت‌های اجتماعی منتشر شد مشروب خواران عراقی را مورد خطاب قرار داده و به آنها گفته:
« تنها کسی که از شما عرق‌خوران عراق حمایت کرد من بودم، قوانین ضد شما را از بین بردم . من تنها کسی هستم که از زمان هارون الرشید، بلکه در تمدن٨٠٠٠ ساله تاریخ عراق با صراحت از حقوق شما حمایت کردم». «ای مشروب‌خوران باشرف، ای کسانی که بزم را دوست دارید، ای شریف‌ترین قشر جامعه عراق، یک بار دیگر به من رأی دهید».
او مشروب خواران کشورش را «شریف‌تر از دیگران» دانست و گفت: « آیا شنیده‌اید که یک مشروب‌خوار، خود را منفجر کرد؟ خیر چون مشروب‌خوار زندگی را دوست دارد؛ آیا شنیده‌اید که مشروب‌خوار دزدی کند، مثلا کفش نمازگزاران مساجد را بدزدد؟ خیر، هیچ‌گاه».
او پیش از این گفته بود که بیش از نیمی از مشروب‌فروشی‌ها و کاباره‌ها در عراق، در دست گروه‌های اسلام‌گرای این کشور است و به مشروب‌خواران اطمینان داده بود که این مکان‌ها به دلیل درآمد مالی برای احزاب اسلام‌گرا، تعطیل نخواهند شد.

### مسئولیت جنگ ایران و عراق
فائق الشیخ علی در مصاحبه با برنامه السطرالاوسط در مورد مسئولیت جنگ ایران و عراق گفت : اگر بخواهم طوری قضاوت کنم که در دنیا و آخرت پشیمان نباشم مسئولیت دو سال اول جنگ با صدام حسین بود ولی مسئولیت ادامه جنگ و شش سال بعدی آن با آقای خمینی بود. ایران تحریکاتی میکرد ولی این صدام بود که با ورود به خاک ایران جنگ را شروع کرد ولی پس از بازپس گیری زمینها ایران وارد خاک عراق شد و صدام را یزید خواندند و گفتند باید انقدر ادامه دهیم تا یزید را نابود کنیم 

## آثار
- خاطرات ورثه تاج و تخت -کتاب مورد استقبال گسترده قرار گرفت و مشهورترین کتاب نویسنده است.  شیخ علی در آن خاطرات شاهزاده بدیعه بنت علی دختر نوه شریف مکه و تاریخ پادشاهان عراق، شام، حجاز و اردن آورده شده است.

   نویسنده درباره ارزش یادداشت ها چنین نوشته است:
   این خاطرات دارای ویژگی خاصی است که از هر آنچه که تا به امروز در مورد دوران سلطنتی قبلی نوشته و گفته شده است. جسارت، صداقت و خودانگیختگی در آن مورد توجه است. به ندرت یک       صفحه از صفحات آن خالی از انتقاد، یا ارزیابی تند سیاسی در مواقعی و یا در مواقع دیگر سبک باشد. او تنها شاهزاده خانمی است که از قتل عام کاخ رهاب در سال 1958 جان سالم به در برد و تا به امروز زندگی می کند.او تنها نوه بازمانده پادشاه عرب، رهبر شورش بزرگ عرب در سال 1916 و امیر مکه، شریف است. حسین بن علی. او تنها دختر ملک علی بن الحسین حجاز (1924 - 1926) پس از مرگ برادرش شاهزاده عبدالله، خواهرانش شاهزاده عبدیه، شاهزاده جلیله و ملکه علیا و مادرش ملکه نفیسه است. او عمه ملک فیصل دوم و عموزاده ملک غازی و ملک طلال است، عموهایش پادشاهان سوریه و عراق، فیصل اول و ملک عبدالله اردن و شاهزاده زید بن الحسین هستند . اکنون چهل و چهار سال از خروج او از عراق می گذرد که در طی آن هیچ کس نتوانسته است از شاهزاده بدیعه سؤال کند تا او داستان پادشاهان و ملکه ها، شاهزادگان و شاهزاده خانم ها، اعیان و اشراف شام را برای او بازگو کند. حجاز، اردن و عراق. همه مردم در مورد اتفاق نظر خود را گفتند، به جز ذینفعان و صاحبان پرونده..  لندن  (یکشنبه) سی ام ماه (ژوئن) 2002 م.
- ترور یک ملت - این کتاب برای اولین بار در سال 2000 در مرکز مطالعات و تحقیقات استراتژیک عراق منتشر شد . کتاب شامل شرح جنایات منسوب به صدام حسین با اسناد است.
- اسرار کنفرانس سال ۲۰۰۲ لندن
- شیوخ عرب در اسناد عثمانی
- مقالاتی که صدام را ترساند
- مقالات در تبعید